# Chapel Hill (Tennessee)
Pour les articles homonymes, voir Chapel Hill.

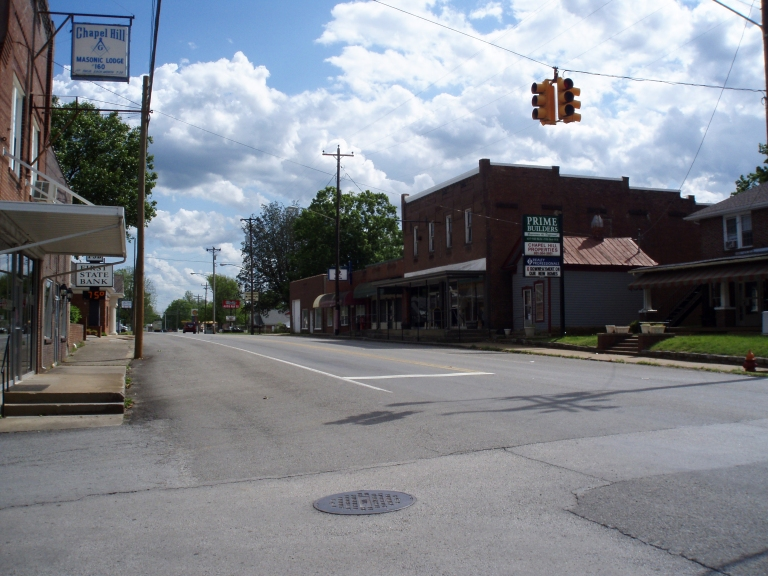
Scène de rue à Chapel Hill

Chapel Hill est une municipalité américaine située dans le comté de Marshall au Tennessee.
Selon le recensement de 2010, Chapel Hill compte 1 445 habitants. La municipalité s'étend sur 3,24 milles carrés (8,39 km2).
Lorsque John Laws s'implante dans la localité au début du XIXe siècle, il la nomme en référence à sa ville d'origine, Chapel Hill en Caroline du Nord.

## Personnalité
Naissance à Chapel Hill
- Nathan Bedford Forrest, général confédéré
- Mike Minor joueur de baseball